# Mikalaj Harbatschou
Mikalaj Szjapanawitsch Harbatschou (belarussisch Мікалай Сцяпанавіч Гарбачоў; * 15. Mai 1948 in Rahatschou; † 9. April 2019) war ein sowjetischer Kanute aus Belarus.

## Karriere
Mikalaj Harbatschou gehörte bei den Olympischen Spielen 1972 in München zum sowjetischen Aufgebot im Zweier-Kajak, in dem er mit Wiktor Kratassiuki auf der 1000-Meter-Strecke antrat. Sie gewannen nach 3:42,18 Minuten zunächst ihren Vorlauf und anschließend in 3:30,69 Minuten auch ihren Halbfinallauf. Im Endlauf überquerten sie schließlich nach 3:31,23 Minuten erneut als Erste die Ziellinie und gewannen als Olympiasieger vor József Deme und János Rátkai aus Ungarn sowie den Polen Władysław Szuszkiewicz und Rafał Piszcz die Goldmedaille.
Bei Weltmeisterschaften sicherte sich Harbatschou im Vierer-Kajak über 10.000 Meter in Belgrad sowohl 1971 als auch 1975 die Bronzemedaille. Dazwischen wurde er 1974 im Vierer-Kajak auf der 10.000-Meter-Strecke in Mexiko-Stadt außerdem Weltmeister.
Nach seiner aktiven Karriere war er in seiner Heimatstadt Rahatschou als Kanutrainer tätig.